# Nemoura pesarinii
Nemoura pesarinii är en bäcksländeart som beskrevs av Ravizza, C. och Ravizza-dematteis 1979. Nemoura pesarinii ingår i släktet Nemoura och familjen kryssbäcksländor. Inga underarter finns listade i Catalogue of Life.